# Base molle
En chimie, une base molle est une base volumineuse et peu chargée contenant des atomes peu électronégatifs et très polarisables. L'opposé d'une base molle est une base dure. Le critère de dureté d'une base est utilisé dans le principe HSAB (Hard and Soft Acid and Base). Le critère de dureté est aussi utilisé pour les acides. Il existe des acides durs et des acides mous. Ce principe détermine l'affinité entre des acides et des bases selon leur dureté.

## Exemples
| Base molle           | Formule       |
| -------------------- | ------------- |
| Anion organique      | R−            |
| Cyanure              | RCN, CN−      |
| Hydrure              | H−            |
| Iodure               | I−            |
| Phosphine, phosphate | R3P, (RO)3P   |
| Thiol, thioéther     | RSH, RS−, R2S |